# Piaseczno
Piaseczno (udtale: [pʲaˈsɛt͡ʂnɔ]  ( hør) er en by og en kommune (Gmina) der ligger i det østlige, centrale Polen, i voivodskabet Masovien (Województwo mazowieckie) og har 51.945(2021) indbyggere og et areal på 16,33 km². Den er administrationsby i powiatet (amt) Piaseczno.

## Historie
Byens oprindelse går tilbage til en landsby fra det 13. århundrede, der ligger på ruten mellem Warszawa og Czersk. Dens strategiske placering betød, at landsbyen voksede hurtigt. Den 5. november 1429 fik byen et charter, og blev hurtigt et lokalt marked. Et yderligere charter blev bekræftet i 1461.
I 1537 blev byen Sigismund 1.s ejendom og nåede i anden halvdel af det 16. århundrede 1.200 indbyggere med hovederhverv indenfor bryggeri og transportindustri.
Under Kościuszko-opstanden, den 9.-10. juli 1794, blev slaget ved Gołków udkæmpet i nærheden mellem polakkerne og russerne, og derefter blev byen brændt af russerne. Kun en kirke og få huse overlevede.